# Giovanni Battista Maria Pallotta
Giovanni Battista Maria Pallotta (Caldarola, 23 de janeiro de 1594 - Roma, 22 de janeiro de 1668) foi um cardeal do século XVII

## Biografia
Nasceu em Caldarola em 23 de janeiro de 1594. De família nobre. O mais velho dos cinco filhos de Martino Pallotta, castellano de Camerino, e Maddalena Ferretti (ou De Magistris). As outras crianças eram Maddalena (uma freira), Desiderio (um jesuíta), Domenica e Nicola. Sobrinho do cardeal Giovanni Evangelista Pallotta (1587). Outros membros da família promovidos ao cardinalato foram Guglielmo Pallotta (1777) e Antonio Pallotta (1823). Seu sobrenome também está listado como Pallotti e Pallotto.
Estudou belle lettere no internato de S. Bernardo, Perugia, sob Antonio Bonciario; em seguida, frequentou o Seminário Romano (filosofia e direito)..
Foi a Roma no pontificado do Papa Paulo V. Referendário dos Tribunais da Assinatura Apostólica da Justiça e da Graça, 1611. Vice-legado em Ferrara, 1623. Colecionador apostólico em Portugal, de 8 de junho de 1624 a 6 de junho de 1626. Governador de Roma, de 14 de fevereiro a 8 de abril de 1628. Núncio extraordinário perante o imperador Fernando II da Áustria, em 8 de abril de 1628, para mediar o conflito pela sucessão do ducado de Mântua. Nomeado núncio ordinário na Áustria, de 9 de setembro de 1628 até a primeira metade de 1630..
Foi ordenado, na última semana de outubro de 1628, em Nikolsburg, pelo cardeal Franz Seraph von Dietrichstein, bispo de Olomouc. Ele celebrou sua primeira missa na capela Leopoldstag em Viena..
Eleito arcebispo titular de Tessalônica, em 18 de setembro de 1628. Consagrado, em 10 de dezembro de 1628, capela Leopoldstag, Viena, pelo cardeal Melchior Klesl, bispo de Viena, na presença da família real..
Criado cardeal sacerdote no consistório de 19 de novembro de 1629; recebeu o gorro vermelho e o título de S. Silvestro in Capite, em 26 de maio de 1631. Fundador do Pio Sodalizio dei Piceni di Roma . Legado em Ferrara, de 1º de julho de 1631 a 1634. Participou do conclave de 1644, que elegeu o Papa Inocêncio X. Co-protetor de Loreto, com o cardeal Antonio Barberini, iuniore , 1644 por oito anos. Camerlengo do Sagrado Colégio dos Cardeais, de 7 de janeiro de 1647 a 13 de janeiro de 1648. Optou pelo título de S. Pietro in Vincoli, em 23 de setembro de 1652. Participou do conclave de 1655, que elegeu o Papa Alexandre VII. Optou pelo título de S. Maria em Trastevere, em 21 de abril de 1659. Optou pelo título de S. Lorenzo em Lucina, em 21 de novembro de 1661. Cardeal primoprete . Optou pela ordem dos bispos e pela sé suburbicária de Albano, em 2 de julho de 1663. Optou pela sé suburbicária de Frascati, em 11 de outubro de 1666. Participou do conclave de 1667, que elegeu o Papa Clemente IX..
Morreu em Roma em 22 de janeiro de 1668, perto das 5 da manhã. Os restos mortais foram depositados na igreja de S. Spirito em Sassia, Roma, e posteriormente trasladados e sepultados na igreja de Santa Caterina em Caldarola..